# Telmo Vergara
Telmo Dias de Castro Vergara (Porto Alegre, 18 de octubre de 1909 — Porto Alegre, 12 de diciembre de 1967) fue un escritor brasileño. Es considerado uno de los mayores exponentes de la literatura gaúcha entre las décadas de 1930 y 1950, alcanzando repercusión nacional. Publicó textos en las principales casas editoriales de Brasil en esa época como en la Schmidt, José Olympio y Globo. Escribió novelas, poesías y piezas de teatro, sin embargo, se destacó como cuentista.